# VR13
VR13 — поп-рок-группа, образованная в 2001 году. Основатель и гитарист группы — Игорь Гатауллин.

## Начальный период организации
С возвратом народной любви к песням 1970-х — 1980-х годов, возродились почти все популярные советские ВИА.
Летом 2001 года бывшие музыканты разных ВИА Игорь Гатауллин, Сергей Рыжов и Александр Чиненков объединились, чтобы в новом качестве пробудить прежний интерес к песням 1970-х — 1980-х годов, в создании которых они принимали участие. Чуть позже к ним присоединился барабанщик Виталий Валитов и клавишник Олег Кобзев. Так зарождалась группа «VR13».
Приехавший в то время из США Юрий Чернавский (автор альбома «Банановые острова» и многих других хитов) помог правильно сформулировать музыкальную стратегию команды на несколько лет вперёд. Начался долгий студийный процесс поиска нового стиля и более современных форм звучания. Тринадцатилетний перерыв в концертной деятельности позволил музыкантам многое переосмыслить в их отношении к музыке.
В репертуаре группы появились как современные версии хитов прошлых лет, так и совершенно новые композиции, отражающие линию развития поп-рок-музыки в России начала 2000-х годов.
Первое выступление прошло 25 января 2002 года в Кремле на юбилейном концерте Вячеслава Добрынина. В апреле 2002 года вышел первый альбом запланированного цикла с кавер-версиями популярных песен 1970-х — 1980-х годов, с участием членов ВИА. На презентации диска в Москве «У Швейка» собрались многие бывшие музыканты ВИА и их друзья, ведущим программы был известный певец Анатолий Алёшин, приехавший для такого случая из США.
Группа начала активную концертную деятельность. В течение 2002 года было проведено несколько гастрольных туров по России и на Украине, состоялась серия концертов в ГЦКЗ «Россия», ДС «Лужники», СК «Олимпийский» в Москве, Ледовом дворце в Санкт-Петербурге.

## Переходный период
Тяжелой потерей для группы в январе 2003 года стала неожиданная и преждевременная смерть Сергея Рыжова — прекрасного музыканта и товарища, значившего для коллектива гораздо больше, чем гениальный музыкант. Были отменены гастрольные туры по Германии и России в январе-марте 2003 года, приостановилась работа над очередным альбомом юбилейного диска.
На место Сергея Рыжова пришёл известный в музыкальных кругах бас-гитарист Пётр Макиенко, работавший в «Веселых ребятах». С апреля 2003 года группа VR13 возобновила концертную деятельность большим туром по Украине. 23 мая 2003 года состоялся первый сольный концерт группы в Москве. Вместе с составом VR13, на сцену вышли Анатолий Алёшин, Александр Барыкин, Алексей Глызин.
В декабре 2003 года выпущен новый альбом «Здравствуй, Мальчик Бананан», посвященный Сергею Рыжову. Записан второй цикл обработок песен «Веселых ребят». Началась работа над оригинальным альбомом «VR13» в стиле поп-рок. Сотрудничество с известными российскими авторами, музыкантами и исполнителями развернулось на новом, современном уровне.
В разгар репетиционных сессий был вынужден покинуть группу бас-гитарист Пётр Макиенко, который в то время был занят в проекте Михаила Меня.

## Группа VR13
Валерий Дурандин, бас-гитарист, один из генераторов новых идей. Он, и другие участники группы внесли существенный вклад в запись ещё двух альбомов, римеков музыки 80-х — «VR13 Новая версия», и диска с современными аранжировками известных песен Давида Тухманова — «Легенда эпохи».
Вот как отзывался в 2007 году о группе VR13 Сергей Рудницкий — композитор, Народный артист РФ, музыкальный руководитель театра «Ленком», лауреат театральной премии России «Чайка 2004», клавишник ансамблей «Весёлые ребята» и группы «Аракс» периода восьмидесятых:
На мой взгляд, ансамблю удивительным образом удалось осовременить звучание старых шлягеров, не теряя обаяния и духа того времени. Хочется верить, что это найдет отклик в разных возрастных категориях слушателей. Старшее поколение испытает щемящее чувство ностальгии по тем временам, связанным с молодостью, влюбленностью и верой в светлое будущее, а новое поколение надеюсь, воспримет эти песни не как экзотику, а как отдушину, глоток свежего воздуха и возможность хотя бы ненадолго отвлечься от бешеного ритма сегодняшнего бытия. Я воспринимаю всё это как дань музыкальной истории и мост между прошлым и будущим коллектива…
1 сентября 2006 года, музыканты публично приняли решение презентовать свой творческий коллектив под официально зарегистрированным (в 2004 году) именем — «VR13», ставшим за минувшие годы эмблемой группы:
Тем более, что стиль группы стремительно уходил от традиционной советской песни в сторону современного прогрессивного рока. Такие сонги, как баллада «Молитва», «Миг удачи», «Наша Раша», «Азия» (2007), записаны в стиле, который был уже далёк от традиционного оптимизма ВИА…
Группа уже полностью сосредоточилась на реализации новых концепций.
У каждого его звёздный час наступает в своё время. Мне кажется, что сейчас пришло время «VR13» сказать своё удивительное слово в российской музыкальной истории. То, что талантливые музыканты собрались под знамёнами памяти о Весёлых ребятах, это понятно — они прожили в этой группе много лет и они не из тех людей, кто предаёт своё прошлое. И неизбежное возрождение интереса к творчеству её бывших участников, можно считать их личным подвигом… Сейчас это совсем другая группа…
Чернавский Юрий, Лос-Анджелес, 2008, заслуженный артист РСФСР, композитор, продюсер, полимузыкант, автор множества хитов и культового альбома «Банановые острова»

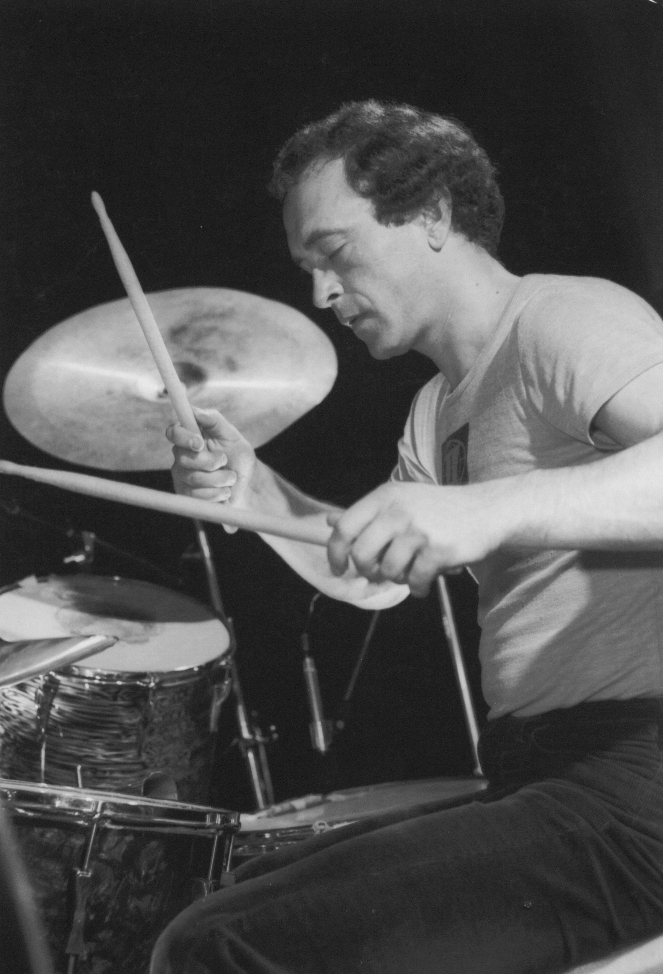
Юрий Китаев

Со дня основания в группе работали такие музыканты, как:
- Игорь Гатауллин — вокал, гитара, аранжировщик-композитор. Работал в группах: «Кузнецы грома», «Движение», «Садко», «Невский», «Весёлые голоса», «Весёлые ребята».
- Сергей Рыжов — бас-гитара, вокал. Группы «Маки», «Динамик», «Весёлые ребята», «Аракс», «СВ».
- Александр Чиненков — труба, перкуссия, вокал. Группы: «Веселые ребята», «Рецитал», «СВ».
- Виталий Валитов — ударные, вокал. Группы: «Крылья», «Весёлые ребята».
- Пётр Макиенко — бас-гитара, вокал. Группы: «Крылья», «Веселые ребята», «ЭВМ», «Аракс».
- Валерий Дурандин — вокал, бас-гитара, аранжировщик-композитор. Группы: «Гулливеры», «Москвичи», «Верные друзья», «Весёлые ребята».
- Владимир Симбирцев — вокал, гитара, клавишные, губная гармошка. Группы: «Магнит», «Лидер», «Числа», «Восточный экспресс».
- Олег Кобзев — клавишные, синтезаторы.
- Андрей Волченков — звукоинженер, звукорежиссёр. Группы: «Мост-Дельта», «Kaiman», «BIZ Interprises studio».
- Юрий Китаев — барабаны, перкуссия, вокал. Группы-проекты: «Маки», «Динамик I и II», «Весёлые ребята», «А. Б. Пугачёва», «Театр Ленкома», «СВ», «Банановые Острова».

Каждый из них произвёл своё индивидуальное влияние на развитие потенциала группы VR13.

## 2008 год. Состав группы VR13
- Игорь Гатауллин — вокал, гитара, автор, аранжировки.
- Виталий Валитов — ударные, вокал.
- Юрий Китаев — барабаны, перкуссия, вокал.
- Валерий Дурандин (Аникеев) — бас-гитара, вокал, автор.
- Владимир Симбирцев — клавишные, губная гармошка, гитара, вокал.
- Виктор Суслов — клавишные, вокал.
- Андрей Волченков — звукоинженер, звукорежиссёр.

## Награды
- 18 апреля 2004 года группа VR13 в лице руководителя Игоря Гатауллина была награждена медалью «За служение отечеству» III степени, учреждённой Национальным благотворительным фондом «Вечная слава героям». Награда присуждена за вклад в возрождение и развитие музыкальной культуры России.
- Москва, Кремль, 12 мая 2004 года: группа стала лауреатом акции «Лучшие из лучших» и была награждена дипломом акции и наградной статуэткой в номинации «Лучшее исполнение популярных песен»[10].

## Дискография

### Группы VR13
- 2002 — «13 лет спустя»
- 2003 — «Здравствуй, мальчик Бананан»

### VR13
- 2007 — «VR13 Новая версия»
- 2007 — «Молитва», VR13